# Indigofera emarginella
Indigofera emarginella är en ärtväxtart som beskrevs av Achille Richard. Indigofera emarginella ingår i släktet indigosläktet, och familjen ärtväxter. Inga underarter finns listade i Catalogue of Life.